# Usha Uthup
Usha Uthup (Bombay, 7 november 1947) is een Indiase pop-, jazz- en playbackzangeres, die actief is sinds het eind van de jaren zestig.. Ze zingt in meer dan dertien Indiase talen, en acht 'buitenlandse' talen.

## Biografie
Usha Uthup heeft geen formele training gehad in de muziek, maar ze groeide op in een muzikale omgeving: haar ouders luisterden naar allerlei soorten muziek, ook westers klassieke muziek. Ze luisterde graag naar Radio Ceylon, waar ze zelf op negenjarige leeftijd haar zangdebuut maakte in het radioprogramma Ovaltine Music Hour, met het nummer "Mockingbird Hill". Na dit debuut zou ze tijdens haar tienerjaren, nog verschillende keren voor het station zingen.
Haar professionele loopbaan begon ze toen ze twintig was, in een kleine nachtclub in het voormalige gebouw van het theater Safire. Hierna werkte ze in nachtclubs in Calcutta , zoals in "Trincas" waar ze haar latere echtgenoot Uthup ontmoette. Ook zong ze in "Talk of the Town" (tegenwoordig "Not Just Jazz by the Bay") in Bombay (nu Mumbai). In Delhi zong ze in hotels van de Oberoi-keten. Dankzij acteur Shashi Kapoor begon haar loopbaan in Bollywood: de eerste film waarvoor ze zong was Hare Rama Hare Krishna. Het nummer was 'Dum Maro Dum' in de Engelstalige versie.
In 1968 nam ze in het Engels enkele covers van buitenlandse popsongs op, die het goed deden in India, waaronder "Jambalaya" en een paar nummers van het The Kingston Trio. Ze bracht een tijd door in Londen en bezocht Kenia om deel te nemen aan een Indiaas festival in Nairobi. Ze bleef daar een tijd hangen en nam liedjes in Swahili op, waardoor ze zeer populair werd in Kenia: president Jomo Kenyatta maakte haar tot 'Honorary Citizen of Kenya'. Ze zong het beroemde lied "Malaika" (engel) met de originele zanger Fadhili Williams en nam een live-album in Nairobi op met een lokale groep, 'Fellini Five'.
In de jaren zeventig en tachtig nam ze verschillende nummers op voor R D Burman en Bappi Lahiri. Tevens nam ze verschillende oude liedjes van Burman opnieuw op. Verder verschenen van haar kinderliedjes over typisch Indiase zaken, van eten tot en met cricket.
Ze was jurylid van de 'reality show' Bharat Ki Shaan: Singing Star (2012 en 2013) en was gast in een dergelijke show in Marathi.

#### Filmografie
Enkele beroemde filmliedjes:
| Liedje                                            | Film                                                   | Jaar | Componist                                         | Taal      |
| ------------------------------------------------- | ------------------------------------------------------ | ---- | ------------------------------------------------- | --------- |
| "Hoi Kiw/Chalo Chalo"                             | Rock On 2                                              | 2016 | Shankar-Ehsaan-Loy                                | Hindi     |
| "Race gurram"                                     | Race Gurram                                            | 2014 | S. Thaman                                         | Telugu    |
| "Ramba main Samba"                                | Shirin Farhad Ki Toh Nikal Padi                        | 2012 | Jeet Ganguly                                      | Hindi     |
| "Aami Shotti Bolchi"                              | Kahaani                                                | 2012 | Vishal–Shekhar                                    | Hindi     |
| "Yeh Raat Mona Lisa"                              | Kaafiron Ki Namaaz                                     | 2012 | Advait Nemlekar                                   | Hindi     |
| "Hai Ye Maya"                                     | Don 2                                                  | 2011 | Shankar–Ehsaan–Loy                                | Hindi     |
| "Viriyunnu"                                       | Bombay March 12                                        | 2011 | Afzal Yusuf                                       | Malayalam |
| "Darling", "Doosri Darling" (with Rekha Bhardwaj) | 7 Khoon Maaf (Filmfare Award for best playback singer) | 2011 | Vishal Bhardwaj                                   | Hindi     |
| "Wicket Bacha" (with Earl)                        | Hattrick                                               | 2007 | Pritam                                            | Hindi     |
| "Teri Meri Merry Christmas"                       | Bow barracks Forever                                   | 2007 | Anjun Dutt                                        | Hindi     |
| "Vaave Makane"                                    | Pothan Vava                                            | 2006 | Alex Paul                                         | Malayalam |
| "Kabhi Pa Liya Tho Kabhi Kho Diya"                | Jogger's Park                                          | 2003 | Tabun                                             | Hindi     |
| "Din Hai Na Ye Raat"                              | Bhoot                                                  | 2003 | Salim-Sulaiman                                    | Hindi     |
| "Vande Mataram"                                   | Kabhi Khushi Kabhie Gham                               | 2001 | Jatin-Lalit, Sandesh Shandilya, Aadesh Shrivastav | Hindi     |
| "Raja Ki Kahani"                                  | Godmother                                              | 1999 | Vishal Bhardwaj                                   | Hindi     |
| "Daud"                                            | Daud                                                   | 1998 | A. R. Rahman                                      | Hindi     |
| "Mafia"                                           | Mafia                                                  | 1994 | Anand-Milind                                      | Malayalam |
| "Uri Uri Baba"                                    | Dushman Devta                                          | 1991 | Bappi Lahiri                                      | Hindi     |
| "Vegam Vegam Pogum Pogum"                         | Anjali                                                 | 1991 | Ilaiyaraaja                                       | Tamil     |
| "Keechurallu"                                     | Keechurallu                                            | 1991 | Ilaiyaraaja                                       | Telugu    |
| "Koi Yahan Aha Nache Nache"                       | Disco Dancer                                           | 1982 | Bappi Lahiri                                      | Hindi     |
| "Ramba"                                           | Armaan                                                 | 1981 | Bappi Lahiri                                      | Hindi     |
| "Hari Om Hari"                                    | Pyaara Dushman                                         | 1980 | Bappi Lahiri                                      | Hindi     |
| "Tu Mujhe Jaan Se Bhi Pyara Hai"                  | Wardat                                                 | 1981 | Bappi Lahiri                                      | Hindi     |
| "Doston Se Pyar Kiya"                             | Shaan                                                  | 1980 | R D Burman                                        | Hindi     |
| "Shaan Se..."                                     | Shaan                                                  | 1980 | R D Burman                                        | Hindi     |
| "Ek Do Cha Cha Cha"                               | Shalimar                                               | 1978 | R D Burman                                        | Hindi     |
| "Love is beautiful"                               | Melnaattu Marumagal                                    | 1975 | Kunnakudi Vaidyanathan                            | Tamil     |
| "Love Is Just Around The Corner"                  | Chattakkari                                            | 1974 | G. Devarajan                                      | Malayalam |

Verder zong ze als playbackzangeres voor de volgende Bollywood-films: Revolver Rani (2014), Dhol (2007), June R (2005), Joggers' Park (2003), Jajantaram Mamantaram (2003), Ek Tha Raja (1996), Dushman Devta (1991), Bhavani Junction (1985), Hum Paanch (1980) en bijvoorbeeld Purab Aur Pachhim (1970).

### Actrice
Uthup is ook te zien in verschillende films, waaronder als zichzelf.
| Jaar | Titel                 | Rol                    | Taal      |
| ---- | --------------------- | ---------------------- | --------- |
| 1975 | Melnaattu Marumagal   | -----                  | Tamil     |
| 2006 | Pothan Vava           | Kurisuveettil Mariamma | Malayalam |
| 2006 | Bombay to goa         | zichzelf               | Hindi     |
| 2007 | Bow Barracks Forever' | zichzelf               | Engels    |
| 2010 | Manmadan Ambu         | Indira                 | Tamil     |
| 2011 | 7 Khoon Maaf          | Maggie Aunty (meid)    | Hindi     |
| 2012 | Parie                 | Kannada                |           |
| 2012 | Ideal Couple          | Sophy                  | Malayalam |
| 2014 | X                     | Hindi                  |           |

### Televisie
Ushtup was jurylid van verschillende zang-realityshows, waaronder 'Bharat Ki Shaan'.

## Televisie
| Jaar      | Titel                                   | Rol           | Tv-zender         | Taal      |
| --------- | --------------------------------------- | ------------- | ----------------- | --------- |
| 2004-2005 | Indian Idol                             | in vermomming | Sony              | Hindi     |
| 2005-2006 | Indian Idol                             | in vermomming | Sony              | Hindi     |
| 2007      | Star Singer                             | jurylid       | Asianet           | Malayalam |
| 2008      | Star Singer                             | jurylid       | Asianet           | Malayalam |
| 2012      | Bharat Ki Shaan: Singing Star – Seiz. 2 | jurylid       | Doordarshan       | Hindi     |
| 2012      | Gaurav Maharashtracha                   | jurylid       | ETV Marathi       | Marathi   |
| 2012      | Kuyil patu                              | jurylid       | Kalaignar TV      | Tamil     |
| 2013      | Bharat Ki Shaan: Singing Star – Seiz. 3 | jurylid       | Doordarshan       | Hindi     |
| 2015      | The Voice (Indian TV series)            | gast          | &TV               | Hindi     |
| 2015      | Badai Bunglow                           | gast          | Asianet           | Malayalam |
| 2016      | Phir asar gaan                          | jurylid       | Star Jalsha       | Bengali   |
| 2016      | Onnum Onnum Moonu                       | gast          | Mazhavil Manorama | Malayalam |

## Persoonlijk leven
Ze is getrouwd met Jani Chacko Uthup en heeft met hem twee kinderen. Voorheen was ze getrouwd met Ramu Iyer. Ze woont in Kolkata.

## Onderscheidingen
- Padma Shri
- Filmfare Award
  - Best Female Playback Singer : "Darling" uit 7 Khoon Maaf (2011) (gedeeld met Rekha Bhardwaj)
  - genomineerd voor "One Two Cha Cha Cha" uit Shalimar (1978)
  - genomineerd voor "Hari Om Hari" uit Pyara Dushman (1980)
  - genomineerd voor "Rambha Ho" uit Armaan (1981)[1]
- 7de Kalakar Awards voor Best Audio Album (Bangla) voor het album Door Deep Basini (1999)
- 10de Kalakar Awards voor Best Audio Album (Bangla) voor het album Chai Silpir Samman (2002)
- 12de Kalakar Awards voor Best Playback Singer voor de film Joggers Park (2004)
- 21ste Kalakar Awards voor Best Playback Singer voor de film Shirin Farhad Ki Toh Nikal Padi (2013)